# Минкин, Тихон Савельевич
Тихон Савельевич Минкин (8 июня 1898 года — неизвестно) — советский ученый и педагог в области ветеринарных наук, доктор ветеринарных наук, профессор.

## Биография
Родился в деревне Степная Кондрата Чистопольского уезда Казанской губернии.
Окончил Казанский ветеринарный институт. До 1933 года — доцент Казанского ветеринарного института.
В 1933—1937 гг — заведующий кафедрой оперативной хирургии Зоотехническо-ветеринарного института г. Вятка (Вятский государственный агротехнологический университет), а также заведующий ветеринарной клиники института.
В 1937—1956 гг — зав.кафедрой общей и частной хирургии, декан ветеринарного факультета Казанского ветеринарного института (ФГБОУВО «Казанская государственная академия ветеринарной медицины имени Н. Э. Баумана»), профессор.
Научные труды были направлены на лечение и профилактику заболеваний костей, ран и суставов у животных. Раскрыл патогенез выпадения прямой кишки и разработал метод оперативного лечения животных при этой патологии. Совместно с В. В. Вишняковым и И. Я. Тихониным разработал поясничную новокаиновую блокаду животных.
С 1956 г — профессор кафедры общей и частной хирургии Алма-Атинского зооветеринарного института. Под его руководством защищены 2 докторских (Н. Ф. Фатькин, М. А. Ханин) и 6 кандидатских диссертаций. Основным направлением научной работы кафедры было изучение вопросов травматологий, стерилизаций животных.